# Polnische Fußballnationalmannschaft (U-17-Junioren)
Die polnische U-17-Fußballnationalmannschaft ist eine Auswahlmannschaft polnischer Fußballspieler. Sie unterliegt dem Polski Związek Piłki Nożnej und repräsentiert ihn international auf U-17-Ebene, etwa in Freundschaftsspielen gegen die Auswahlmannschaften anderer nationaler Verbände, bei U-17-Europameisterschaften und U-17-Weltmeisterschaften.
Die Mannschaft wurde 1993 Europameister. Zudem erreichte sie 1999 den zweiten Platz und 1990 den dritten Platz.
Ihr bestes Ergebnis bei einer Weltmeisterschaft war der vierte Platz 1993 in Japan. 1999 schied sie in der Vorrunde aus.

## Teilnahme an U-17-Weltmeisterschaften
(Bis 1989 U-16-Weltmeisterschaft)
| 1985 | nicht qualifiziert |
| 1987 | nicht qualifiziert |
| 1989 | nicht qualifiziert |
| 1991 | nicht teilgenommen |
| 1993 | 4. Platz           |
| 1995 | nicht qualifiziert |
| 1997 | nicht qualifiziert |
| 1999 | Vorrunde           |
| 2001 | nicht qualifiziert |
| 2003 | nicht qualifiziert |
| 2005 | nicht qualifiziert |
| 2007 | nicht qualifiziert |
| 2009 | nicht qualifiziert |
| 2011 | nicht qualifiziert |
| 2013 | nicht qualifiziert |
| 2015 | nicht qualifiziert |
| 2017 | nicht qualifiziert |
| 2019 | nicht qualifiziert |
| 2023 | Vorrunde           |

## Teilnahme an U-17-Europameisterschaften
(Bis 2001 U-16-Europameisterschaft)
| 1982 | nicht qualifiziert |
| 1984 | nicht qualifiziert |
| 1985 | nicht qualifiziert |
| 1986 | nicht qualifiziert |
| 1987 | nicht qualifiziert |
| 1988 | nicht qualifiziert |
| 1989 | nicht qualifiziert |
| 1990 | 3. Platz           |
| 1991 | Vorrunde           |
| 1992 | nicht qualifiziert |
| 1993 | Europameister      |
| 1994 | nicht qualifiziert |
| 1995 | Vorrunde           |
| 1996 | Vorrunde           |
| 1997 | Vorrunde           |
| 1998 | nicht qualifiziert |
| 1999 | 2. Platz           |
| 2000 | Vorrunde           |
| 2001 | Vorrunde           |
| 2002 | Vorrunde           |
| 2003 | nicht qualifiziert |
| 2004 | nicht qualifiziert |
| 2005 | nicht qualifiziert |
| 2006 | nicht qualifiziert |
| 2007 | nicht qualifiziert |
| 2008 | nicht qualifiziert |
| 2009 | nicht qualifiziert |
| 2010 | nicht qualifiziert |
| 2011 | nicht qualifiziert |
| 2012 | nicht qualifiziert |
| 2013 | nicht qualifiziert |
| 2014 | nicht qualifiziert |
| 2015 | nicht qualifiziert |
| 2016 | nicht qualifiziert |
| 2017 | nicht qualifiziert |
| 2018 | nicht qualifiziert |
| 2019 | nicht qualifiziert |
| 2022 | Vorrunde           |
| 2023 | Halbfinale         |
| 2024 | Viertelfinale      |